# Sam Lindståhl
Sam Lindståhl, född 23 april 1967, svensk ishockeymålvakt som har spelat elitseriehockey i såväl moderklubben Södertälje SK som Skellefteå AIK och AIK Hockey.>
1984/85 var han med och tog guld med ungdomslandslaget (U18) vid EM och blev dessutom uttagen till det mästerskapets all star-lag. Detta år blev han draftad i tredje omgången, som nr 49 totalt, av New York Rangers. (Det blev dock aldrig något spel i NHL.) 
1986-87 tog han brons med juniorkronorna vid Juniorvärldsmästerskapet i ishockey 1987. Även i detta mästerskapet blev han uttagen till all star-laget.
1998 gjorde han sin sista aktiva säsong, då med MB Hockey i division 2. Dock gjorde han comeback i division 4 med Bajen Fans Hockey i deras första säsong efter bildandet (2008-09)
2022 vann han Katarina Brandstations årliga pingisturnering..
Son: Noel Lindståhl